# Shelton Martis
Shelton Martis (nacido el 29 de noviembre de 1982) es un futbolista internacional de Curazao que juega actualmente para el Osotspa Saraburi FC de la Primera división del fútbol de Tailandia y se desempeña en el terreno de juego como defensa central.

## Clubes
| Club                           | País         | Año           |
| ------------------------------ | ------------ | ------------- |
| Excelsior Rotterdam            | Países Bajos | 2002–2004     |
| FC Eindhoven                   | Países Bajos | 2004–2005     |
| Darlington Football Club       | Inglaterra   | 2005–2006     |
| Hibernian Football Club        | Escocia      | 2006–2007     |
| West Bromwich Albion           | Inglaterra   | 2007–2010     |
| Doncaster Rovers Football Club | Inglaterra   | 2010–2013     |
| Osotspa Saraburi FC            | Tailandia    | 2014–Presente |

## Carrera
- Nacido en Willemstad, Curazao, Antillas Neerlandesas, en 2002 Martis se marcha a Países Bajos donde inicia su carrera futbolística con el Excelsior Rotterdam y el FC Eindhoven.

- En 2007 Martis ficha con el West Bromwich Albion de la Premier League por £ 50.000. El 2 de julio de 2007 hizo su debut para el club en una derrota 4-2, partido correspondiente a la Copa de la Liga contra el Cardiff City Football Club. El 25 de septiembre de 2007 hizo su debut en la liga Premier inglesa, donde acumuló 22 apariciones como jugador del West Bromwich.